# 迈克尔·尼曼
迈克尔·尼曼，CBE（英語：Michael Laurence Nyman，1944年3月23日—），英国作曲家、钢琴家、音乐学家。出生于伦敦斯特拉德福德一个波兰世俗犹太人家庭，曾就读于伦敦国王学院和英国皇家音乐学院，1965至1966年在罗马尼亚研究民歌。他曾为伯特威斯尔的歌剧写作剧本，还曾导演过短片，而作为乐评人，他则被认为是最早使用“简约主义”一词来形容音乐的人。作为作曲家，他的风格属于明显的简约主义音乐，部分作品与各类流行音乐的界限非常模糊。他的许多作品都是为自己创建于1976年的演奏组“迈克尔·尼曼乐队”而作。他作有大量电影音乐，与著名导演彼得·格林纳威曾有十分成功的合作。
尼曼的代表作包括歌剧《错把妻子当帽子》（根据奥利佛·萨克斯的同名神经病学案例书而作）、多首弦乐四重奏、萨克斯管协奏曲《蜜蜂飞舞的地方》、女高音与乐队《纪念》（为纪念海瑟尔惨案遇难者而作）、钢琴协奏曲（根据他为电影《钢琴课》所作配乐改编）、管弦乐《MGV》、电影音乐《普罗斯佩罗的魔典》《绘图师的合约》《变种异煞》《厨师、大盗、他的太太和她的情人》《钢琴课》，以及游戏音乐《异灵》（Enemy Zero）等。

## 注譯
1. ↑  . Michael Nyman.   [2018-01-01]. （原始内容存档于2021-05-06） （美国英语）.
2. ↑  . Naxos Classical Music.   [2018-01-01]. （原始内容存档于2020-08-06） （英语）.